# Mulleripicus fuliginosus
Mulleripicus fuliginosus (лат.) — вид птиц из семейства дятловых. Подвидов не выделяют. Эндемик Филиппин. Ранее рассматривался как подвид Mulleripicus funebris.

## Описание
Mulleripicus fuliginosus достигает длины 29—30 см. У взрослых самцов голова и шея дымчато-серые или аспидно-серые, с мелкими белыми крапинками на подбородке, горле, шее и темени (крапинки часто трудно различимы), широкая скуловая полоса красная (очень редко встречаются следы красного цвета в других местах на голове). Верхняя часть тела, включая крылья и хвост, тёмно-серого цвета. Нижняя часть тела бледно-серая. Довольно длинный заострённый клюв, с загнутым надклювьем, узкий в области ноздрей, от серого до желтоватого цвета, темнее у основания. Радужная оболочка бледно-жёлтая; ноги коричневато-серые. У самки отсутствует красный цвета на скулах, голова полностью серая. Молодые особи похожи на взрослых, но оперение в целом несколько более коричневое, бледные пятна более заметны.
Издает тонкие, мягкие свистящие ноты, одиночные, двойные или рассыпчатые серии, довольно слабые и тихие по сравнению с пронзительным свистом M. funebris. «Барабанная дробь» твердая, довольно мощная, обычно ускоряющаяся, длится около 2 секунд.

## Распространение, места обитания и биология
Эндемик Филиппин. Встречается только на островах Минданао, Лейте и Самар от уровня моря до высоты 500 м над уровнем моря. Естественными местами обитания являются низменные вечнозелёные леса, а также вторичные леса и плантации. Биология практически не исследована. Добывает пищу в основном в верхних ярусах леса. Сезон размножения на Самаре и Лейте длится с апреля по август. Другой информации нет.